# Anthrenus tanakai
Anthrenus tanakai is een keversoort uit de familie spektorren (Dermestidae). De wetenschappelijke naam van de soort werd in 1985 gepubliceerd door Ohbayashi.